# Šlomo Breznic
Šlomo Breznic (hebrejsky: שלמה ברזניץ) je izraelský psycholog, vědec, politik a bývalý poslanec Knesetu za stranu Kadima.

## Biografie
Narodil se 3. srpna 1936 v Bratislavě v Československu dnes na Slovensku. V roce 1949 přesídlil do Izraele. Vysokoškolské vzdělání v oboru psychologie získal na Hebrejské univerzitě, kde v roce 1960 získal bakalářský titul, v roce 1962 titul magisterský a roku 1965 doktorát. Sloužil v izraelské armádě, kde získal hodnost seržanta (Samal). Hovoří hebrejsky a anglicky.

## Politická dráha
V letech 1977–1979 působil jako rektor Haifské univerzity. Věnoval se vědecké a odborné dráze, napsal cca 60 odborných studií a 7 knih.
V izraelském parlamentu zasedl po volbách do Knesetu v roce 2006, ve kterých kandidoval za stranu Kadima. V letech 2006–2007 v Knesetu působil jako člen výboru pro státní kontrolu, výboru pro zahraniční záležitosti a obranu, výboru pro vědu a technologie a petičního výboru. Mandátu se vzdal v září 2007 a odešel z politiky. V Knesetu ho nahradil Jochanan Plesner.